# Issadoperla
Issadoperla – wymarły rodzaj owadów z rzędu widelnic i rodziny Tshekardoperlidae, obejmujący tylko jeden znany gatunek: Issadoperla permiana.
Rodzaj i gatunek typowy opisane zostały w 2013 roku przez Ninę Siniczenkową. Opisu dokonano na podstawie pojedynczej skamieniałości nimfy, pochodzącej z piętra siewierodwinu w permie, odnalezionej w pobliżu wsi Isady na terenie rosyjskiego obwodu wołogodzkiego.
Zachowana część ciała tego owada ma 16 mm długości. Jego poprzeczna głowa zaopatrzona była w czułki o krótkich członach oraz asymetryczne żuwaczki o małych ząbkach i szerokich częściach molarnych. Przedplecze było półtora raza dłuższe niż szersze, dłuższe od głowy. Śródtułów i zatułów były węższe od przedtułowia i wyposażone w szeroko rozstawione, krótkie, zaokrąglone na wierzchołkach zalążki skrzydeł. W przednich odnóżach uda miały 3,1 mm, golenie 3,5 mm, a stopy 1,7 mm długości. Poszczególne człony tych ostatnich były podobnych rozmiarów. Wrzecionowaty odwłok zdobiła nić końcowa o krótkich członach.